# 富山県立山博物館
富山県立山博物館（とやまけんたてやまはくぶつかん）は、富山県中新川郡立山町芦峅寺にある富山県立の広域分散型博物館である。施設名は、「とやまけんりつ やま（山）はくぶつかん」と誤認されるのを避けるため、富山県［立山博物館］と角括弧を用いて表記される。

## 概要
立山信仰などの文化・民俗や立山の自然について見学・体験できる。展示館や現存する宿坊を含む教界ゾーン、映像ホールの遙望館を含む聖界ゾーン、現存する宿坊や古民家、かもしか園などを含む遊界ゾーンから構成されている。
1965年（昭和40年）芦峅寺地区にかもしか園を開園。1972年（昭和47年）より立山風土記の丘として、民俗資料館などを併設して、展示や収集を行ってきた地域を改修整備する事業の中で設置された。

## 沿革
- 1965年（昭和40年） - かもしか園開園。
- 1972年（昭和47年）4月1日 - 立山風土記の丘として開館[8]。
- 1991年（平成3年）11月1日 - 立山風土記の丘に展示館などの施設を加え、富山県立立山博物館として開館[3][4]。
- 1995年（平成7年）7月7日 - まんだら遊苑の開苑式を挙行[9]。
- 2013年（平成25年）7月27日 - 山岳集古未来館を新設[6][10][11]。

## おもな展示施設

### 教界ゾーン
- 展示館[2] - 3階建ての展示施設で、最上階の3階から下へ向かって見学する方式としている[7]。磯崎新が設計を手掛けており、館内の螺旋階段は立山黒部アルペンルートの「雪の大谷」をイメージしている[2]。
  - 常設展示室（2階・3階）、企画展示室、エントランス、事務室（1階）
- 山岳集古未来館[6] - 加賀藩から寄贈された、雄山神社中宮祈願殿（芦峅雄山神社）の神輿2基（立山町指定文化財）が展示されている[6]。
- 教算坊[6] - 江戸時代の立山登山のための宿坊（宿）、この地区にあった33宿坊のひとつ。

### 聖界ゾーン
- 閻魔堂と閻魔堂の仏像群（富山県指定有形文化財）[12]
- 布橋 - 女人禁制の立山の信仰登山を救済するための儀式である布橋灌頂会（ぬのばしかんじょうえ）が3年に一度執り行われる[13][14][15]。
- 遥望館（ようぼうかん）[2][16] - 聖界ゾーンの中核施設。

### 遊界ゾーン
- まんだら遊苑[2] - 中心的な展示施設の一つで、極楽浄土と地獄がともに立山山中にあるとされた立山曼荼羅の世界を「地界」「陽の道」「天界」「闇の道」の屋内外の4つのエリアを巡ることにより、五感で体感できる施設[6]。
- 旧嶋家住宅 - 富山県猪谷にあった、江戸時代（18世紀）の木造平屋建て、板葺石置屋根の商家住宅（国の重要文化財）
- 旧有馬家住宅と田屋門 - 江戸時代（18世紀後期）の萱葺き木造2階建ての豪農住宅（立山町指定文化財）
- 善道坊 - 江戸時代の「坊造り」建築様式を残す宿坊。
- かもしか園 - 国の特別天然記念物のニホンカモシカを飼育展示する施設。

## 展示内容
立山信仰（立山修験）の拠点であった芦峅寺を拠点とする博物館のため、主に立山信仰および立山の自然についての展示が多い。

### 主な収蔵品
重要文化財（国指定）
- 銅錫杖頭（どうしゃくじょうとう）[4][18] - 1907年（明治40年）7月、参謀本部陸地測量部陸地測量手の柴崎芳太郎が剱岳頂上で発見したもの。
- 銅造帝釈天立像[19] - 寛喜2年（1230年）銘。旧名称は「銅造男神立像」。調査の結果、本来の像名は「帝釈天」であることがわかり[20]、2015年（平成27年）に重要文化財指定名称が変更された[21]。
- 旧嶋家住宅[22]

重要有形民俗文化財（国指定）
- 立山信仰用具 1,243点 - 1970年に1,083点が指定され、2020年に160点が追加指定されている[23]

富山県指定有形民俗文化財
- 芦峅閻魔堂の仏像群（9体所蔵）[12]

立山町指定文化財
- 旧有馬家及び田屋門
- 布橋擬宝珠
- 芦峅雄山神社･神輿

### 研究
- 古文書などから歴史的な新事実を解析している。2007年には、交易ルートの藩同士の密約を発見した[24]。
- 年刊の『研究紀要』をはじめ、『立山禅定名所案内』など企画展のまとめなど数多くの本を出版している。

## 施設情報
開館時間
- 9時30分 - 17時（入館は16時30分まで）[4]

休館日
- 月曜日（祝日を除く）[4]、祝日の翌日、年末年始（12月25日 - 1月4日）
  - まんだら遊苑は屋外施設を有するため、12月から3月まで冬季休館となる。